# Гавриленко, Владимир Михайлович
Владимир Михайлович Гавриленко (21 января 1923, Юзовка — 1 мая 2000, Славянск) — советский футболист, нападающий, полузащитник.
Выступал за команды «Динамо» Ворошиловград) (1945—1947), «Спартак» Львов (1948—1949), «Шахтёр» Сталино (1950—1951), «Локомотив» Артёмовск (1952).
В чемпионате СССР за «Шахтёр» сыграл 48 матчей, забил 6 голов. В 1951 году — бронзовый призёр чемпионата и полуфиналист Кубка СССР.